# دلو وكوز الصنوبر

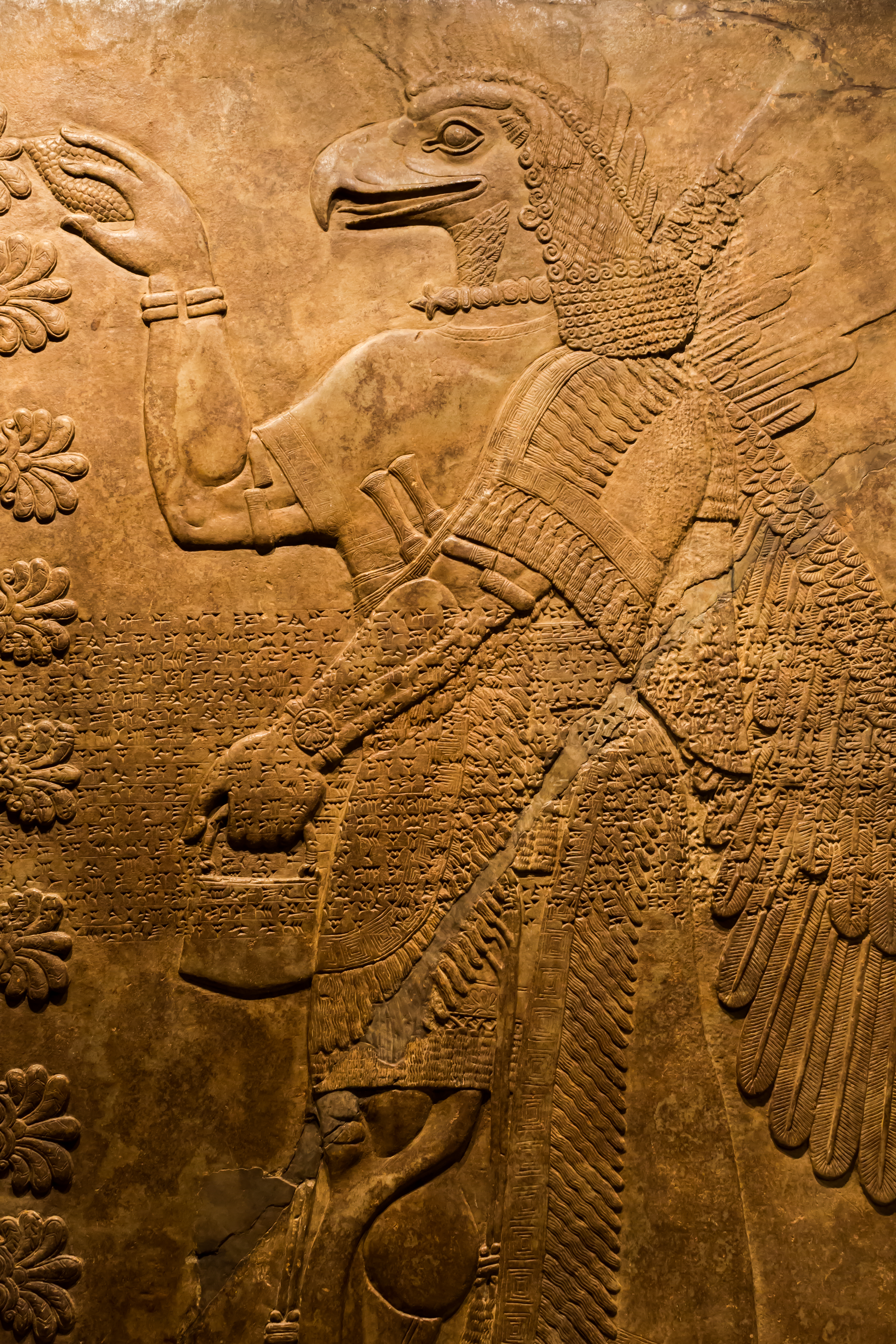
نسر برأسه واقية الروح يحمل دلو وكوز الصنوبر.

دلو وكوز هما شكلان يظهران محمولان في كلتي يدي الجني المجنح المُصور في فن الإمبراطورية الآشورية الحديثة، وخاصة نقوش القصور الآشورية. في بعض الأحيان يظهر الدلو فقط، وفي اليد الأخرى يُحمل في ما قد يرمز إلى البركة (كوز الصنوبر).